# Huda Jama
Huda Jama är en dal i Österrike.   Den ligger i förbundslandet Kärnten, i den sydöstra delen av landet, 250 km sydväst om huvudstaden Wien.
I omgivningarna runt Huda Jama växer i huvudsak blandskog. Runt Huda Jama är det ganska glesbefolkat, med 35 invånare per kvadratkilometer.